# Charlie Maxwell
Charlie Maxwell (Derry, 25 april 1963) is een Noord-Iers dartspeler.
Maxwell behaalde samen met Ray Farrell, Louis Doherty en Fred McMullan de finale van de WDF World Cup teams in 1987. Daarin verloren ze van Team Engeland met 8-9.
Maxwell de 1989 Winmau World Masters verloren Alan Warriner-Little met 0-2.

## Resultaten op wereldkampioenschappen

### WDF
- 1987: Laatste 64: (verloren van Andree Bomander)
- 1989: Voorronde: (verloren van Henry Ho met 3-4)